# The Best (Girls' Generation)
The Best è la prima raccolta della discografia giapponese delle Girls' Generation. È stata pubblicata dal EMI Records Japan il 23 luglio 2014. Contiene inoltre quattro brani inediti : "Indestructible", "Divine", "Chain Reaction" e " Show Girls".

## Tracce
Standard Edition
1. Genie (Japanese Version) – 3:42 (testo: Kanata Nakamura, Yoo Young-jin – musica: Fridolin Nordso Schjoldan, Nermin Harambasic, Robin Jensen, Ronny Svendsen, Anne Judith Wik, Yoo Young-jin) – da Girls' Generation
2. Gee (Japanese Version) – 3:21 (testo: Kanata Nakamura, E-Tribe – musica: E-Tribe) – da Girls' Generation
3. Run Devil Run (Japanese Version) – 3:21 (testo: Kanata Nakamura, Hong Ji-Yu – musica: Alex James, Michael Busbee, Kalle Engström) – da Girls' Generation
4. Mr. Taxi – 3:33 (testo: STY – musica: STY, Scott Mann, Chad Royce, Paolo Prudencio, Allison Veltz) – da Girls' Generation
5. Bad Girl – 3:44 (testo: Hiro – musica: Hiro, Jörgen Elofsson, Jesper Jakobson, Lauren Dyson) – da Girls' Generation
6. Time Machine – 3:53 (testo: Andy Love, Hiro – musica: Robert Habolin, Marlene Strand) – da Girls' Generation ~The Boys~
7. Paparazzi – 3:47 (testo: Fredrik Thomander, Johan Becker, Junji Ishiwatari – musica: Miles Walker) – da Girls & Peace
8. Oh! (Japanese Version) – 3:09 (testo: Kenzie, Nozomi Maezawa, Kim Jungbae, Kim Younghu – musica: Kenzie) – da Girls & Peace
9. All My Love Is for You – 3:43 (testo: Junji Ishiwatari, Sebastian Thott, Didrik Thott, Robin Lerner – musica: Sebastian Thott) – da Girls & Peace
10. Flower Power – 3:18 (testo: Johan Gustafson, Fredrik Häggstam, Sebastian Lundberg, Nasa Aprisia Florida, Junji Ishiwatari – musica: Trinity) – da Girls & Peace
11. Beep Beep – 3:21 (testo: Jeff Miyahara, Anne Judith Wik, Ronny Svendsen, Nermin Harambasic, Robin Jenssen – musica: Dsign Music) – da Love & Peace
12. Love & Girls – 3:07 (testo: Kamikaoru – musica: Erik Lidbom, Ronny Svendsen, Anne Judith Wik) – da Love & Peace
13. Galaxy Supernova – 3:09 (Kamikaoru, Frederik Nordsø Schjoldan, Fridolin N. Schjoldan, Martin Hedegaard) – da Love & Peace
14. My Oh My – 3:10 (Erik Lewander, Ylva Dimberg, Louis Schoorl) – da Love & Peace
15. Mr.Mr. (Japanese Version) – 3:55 (testo: Kim Hee Jeong, Cho Yoon Kyung – musica: The Underdogs) – inedito
16. Indestructible – 3:39 (testo: Kamikaoru – musica: Claire Rodrigues, Albi Albertsson, Chris Meyer) – inedito

### Complete Limited Edition
CD1
1. Genie (Japanese Version) – 3:42
2. Gee (Japanese Version) – 3:21
3. Run Devil Run (Japanese Version) – 3:21
4. Mr. Taxi – 3:33
5. Bad Girl – 3:44
6. Hoot (Japanese Version) – 3:17 (testo: Kanata Nakamura, John Hyunkyu Lee – musica: Alex James, Lars Halvor Jensen, Martin Michael Larsson) – da Girls' Generation
7. The Boys (Japanese Version) – 3:51 (testo: Yoo Young-jin – musica: DOM, Richard Garcia, Taesung Kim, Teddy Riley) – da Girls' Generation ~The Boys~
8. Time Machine – 3:53
9. Paparazzi – 3:47
10. Oh! (Japanese Version) – 3:09
11. All My Love Is for You – 3:43
12. Flower Power – 3:18
13. Beep Beep – 3:21
14. Love & Girls – 3:07
15. Galaxy Supernova – 3:09
16. My Oh My – 3:10
17. Mr.Mr. (Japanese Version) – 3:55
18. Indestructible – 3:39

Durata totale: 63:00
CD2
1. The Great Escape (recommended by Hyoyeon) – 3:49 (testo: STY – musica: STY, Andre Merritt, E.Kidd Bogart, Greg Ogan, Spencer Nezey) – da Girls' Generation
2. Blue Jeans (recommended by Jessica) – 3:28 (testo: Obie Mhondera, Tim Hawes, Katerina Bramley, Tom Diekmeier – musica: Obie Mhondera, Tim Hawes, Katerina Bramley, Tom Diekmeier) – da Love & Peace
3. Flyers (recommended by Seohyun) – 4:03 (testo: Steven Lee, Sebastian Thott, Didrik Thott – musica: Sebastian Thott) – da Love & Peace
4. Not Alone (recommended by Sooyoung) – 3:31 (testo: Erik Nyholm, Patrick Hamilton – musica: Erik Nyholm, Patrick Hamilton) – da Girls & Peace
5. Karma Butterfly (recommended by Sunny) – 3:12 (testo: Grace Tither, Christian Vinten – musica: Christian Vinten) – da Love & Peace
6. Stay Girls (recommended by Taeyeon) – 3:20 (testo: Sebastian Thott, Andreas Öberg, Melanie Fontana, Kenn Kato – musica: Sebastian Thott) – da Girls & Peace
7. Let It Rain (recommended by Tiffany) – 3:40 (testo: Hiro – musica: Hiro, Love, Habolin) – da Girls' Generation
8. Born to Be a Lady (recommended by Yoona) – 3:56 (testo: Kanata Nakamura – musica: Leah Haywood, Daniel James, Shelly Peiken) – da Girls' Generation
9. Beautiful Stranger (recommended by Yuri) – 2:42 (testo: Hiro – musica: Hiro, Leah Haywood, Daniel James, Carl Sturken, Evan Rogers) – da Girls' Generation
10. Into the New World (bonus track) – 4:25 (testo: Kim Jeong Bae – musica: Kenzie) – da Baby Baby
11. Kissing You (bonus track) – 3:18 (testo: Lee Jae Myung – musica: Lee Jae Myung) – da Baby Baby
12. Gee (Korean ver.) (bonus track) – 3:20 (testo: E-Tribe – musica: E-Tribe) – da Gee
13. Mr. Taxi (Korean ver.) (bonus track) – 3:32 (testo: STY – musica: STY, Scott Mann, Chad Royce, Paolo Prudencio, Allison Veltz) – The Boys
14. Dancing Queen (bonus track) – 3:35 (testo: Yoon Hyo-sang, Jessica Jung, Tiffany Hwang – musica: Stephen Andrew Booker, Aimee Ann Duffy, Kenzie) – da I Got a Boy
15. I Got a Boy (bonus track) – 4:31 (testo: Yoo Young Jin – musica: Will Simms, Anne Judith Wik, Sarah Lundbäck Bell, Yoo Young Jin) – da I Got a Boy

Durata totale: 54:22

### Famina Edition
1. Genie (Japanese Version) – 3:42
2. Gee (Japanese Version) – 3:21
3. Run Devil Run (Japanese Version) – 3:21
4. Mr. Taxi – 3:33
5. Paparazzi – 3:47
6. Oh! (Japanese Version) – 3:09
7. Flower Power – 3:18
8. Love & Girls – 3:07
9. Galaxy Supernova – 3:09
10. Chain Reaction – 3:06 (testo: Kesha, E. Kidd Bogart, Michael Busbee, Michael Brooks Linney)

Durata totale: 33:33

### The Best ~New Edition~
Standard Edition
1. Genie (Japanese Version) – 3:42
2. Gee (Japanese Version) – 3:21
3. Mr. Taxi – 3:33
4. Paparazzi – 3:47
5. Oh! (Japanese Version) – 3:09
6. Flower Power – 3:18
7. Love & Girls – 3:07
8. Galaxy Supernova – 3:09
9. Indestructible – 3:39
10. Divine – 4:09

Durata totale: 34:54
Limited Edition
1. Genie (Japanese Version) – 3:42
2. Gee (Japanese Version) – 3:21
3. Mr. Taxi – 3:33
4. Oh! (Japanese Version) – 3:09
5. Run Devil Run (Japanese Version) – 3:21
6. Hoot (Japanese Version) – 3:17
7. The Boys (Japanese Version) – 3:51
8. Paparazzi – 3:47
9. Flower Power – 3:18
10. Love & Girls – 3:07
11. Galaxy Supernova – 3:09
12. Mr. Mr. (Japanese Version) – 3:55
13. Chain Reaction – 3:06
14. Indestructible – 3:39
15. Divine – 4:09
16. Show Girls – 3:38

Durata totale: 56:02

## Classifiche
| Classifica (2015)              | Posizione massima |
| ------------------------------ | ----------------- |
| Giappone (Oricon Weekly Chart) | 1                 |

## Date di pubblicazione
| Nazione  | Data            | Formato              | Edizione | Etichetta         | Note  |
| -------- | --------------- | -------------------- | -------- | ----------------- | ----- |
| Giappone | 23 luglio 2014  | CD, Digital Download | Standard | EMI Records Japan | [ 3 ] |
| Giappone | 6 agosto 2014   | CD, Digital Download | Famima   | EMI Records Japan | [ 3 ] |
| Giappone | 10 ottobre 2014 | CD, Digital Download | New      | EMI Records Japan | [ 3 ] |